# فايهينغن
فايهينغن آن در انتس (بالألمانية: Vaihingen an der Enz) هي Grosse Kreisstadt، مدينة وبلدة ألمانية تقع في ألمانيا في لودفيغسبورغ. يقدر عدد سكانها بـ 28,839 نسمة .

## المدن التوأمة
مدينة كوسيغ هي مدينة توأمة لـفايهينغن آن در انتس.

## أعلام
- فريدريش كيلينر
- جاكوب فريدريك فون أبيل
- يوهان جاكوب زيمرمان